# Iris Lentjes
Iris Lentjes (* 1956 in Leipzig als Iris Krauße) ist eine deutsche Sängerin volkstümlicher Schlager.

## Leben
Iris Lentjes wurde 1956 als Iris Krauße in Leipzig geboren und lebte dort bis 1983. Sie lernte und arbeitete bei der Deutschen Reichsbahn und war später als Büroangestellte tätig.
Bis 1989 sang sie in Bands und auch solistisch im Amateurbereich. Ab 1994 trat sie mit neuem Konzept wieder auf. 1998 produzierte sie ihre erste Single und landete gleich mit dem Titelsong Mein Gartenzwerg ist sexy in der Kultsendung Achims Hitparade im MDR, im Radio und in der Presse (BILD u. a.). Es folgten noch weitere Titel und einige Fernsehauftritte im MDR,z. B. in "Alles Gute", dem Spezial "Ich und mein Garten" für Erika Krause, dem Magazin "Dabei ab 2" zu Harald Schmidt, sowie "Schrebers Wunderland" und "Ab durch die Mitte". Einige dieser TV-Auftritte sind Ergebnis einer Zusammenarbeit mit Arndt Bause. So z. B. "Zum siebten Himmel" mit einem Text von Dieter Schneider, "Ein kleines Häuschen" (T.:W.-D.Fruck/Iris Lentjes) und "Komm trink noch ein Glas mit mir" (T.W.-D. Fruck). Außerdem platzierten sich "Zum siebten Himmel" und "Ein kleines Häuschen"  in volkstümlichen Radio-Hitparaden.
2002 veröffentlichte Iris Lentjes bei Pewi-Records den Titel "Ich bin verrückt nach jedem Hit". Dieser ist eine pfiffige Bearbeitung des trad. Marsches "Gruß an Kiel" durch Wilfried Peetz mit einem Text von Elke Martens. Im gleichen Jahr war das Stück volle 8 Wochen in der volkstümlichen Hitparade des MDR Sachsen vertreten.
Seit 2008 entstanden zwei Maxi-Singles mit je drei Erst-Vö`s("Dein Herz kannst du nicht belügen" und "Ein stilles Glück") mit Balladen des Komponisten Willy Klüter, sowie mit Texten von Tobias Reitz und  Bernd Meinunger. Weitere Titel dieser CDs sind: "Ein kleines Glück wird manchmal groß", "Einmal Sonne, einmal Regen", "Das Leben geht immer weiter" und "Kinder sind halt so". 2012 entstanden gemeinsam mit dem Komponisten Willy Klüter die Titel "Ich würde noch einmal mit dir gemeinsam gehn" und "Mein Poesie". Für die Texte dieser beiden Titel zeichnet Iris Lentjes selbst verantwortlich. Alle Lieder fanden Eingang in verschiedene Hitparaden. So z. B. in der Volkstümlichen Hitparade des MDR1, Radio Sachsen. Da waren alle acht Titel die maximalen acht Wochen platziert."Dein Herz kannst du nicht belügen" ebenso volle acht Wochen im belgischen Rundfunk, dem BRF2. "Das Leben geht immer weiter" war auch in der Volkstümlichen Hitparade des SWR4. "Ich würde noch einmal..." war auch in der TOP 15 Schlager-Hitparade des NDR1 Niedersachsen mehrfach platziert, sowie in "Heute in Hessen" hr4 und in "Guten Abend" im SR3. 2013 folgte "Komm und hol mich mit der Harley ab"  mit der Musik von Willy Klüter. Hier erzählt der Text von Iris Lentjes die Geschichte einer Frau, die nach Jahrzehnten beim Chatten ihren Teenieschwarm vom Ostseeurlaub wieder findet. Iris Lentjes ist auf Tour mit ihrem Live-Programm, das Kultschlager und beliebte Rockballaden, Volksmusik & Country, sowie vorwiegend ihre eigenen Titel beinhaltet.
Lentjes ist verheiratet und hat einen Sohn. Heute lebt sie bei Leipzig in der Kleinstadt Brandis.
Frau Lentjes genießt mittlerweile ihren wohlverdienten Ruhestand und tätigt keine Auftritte / Veranstaltungen mehr.

## Diskografie

### Singles
- Mein Gartenzwerg ist sexy, Maxi-CD, 1998
- Dein Herz kannst du nicht belügen, Maxi-CD, 2009
- Ein stilles Glück, Maxi-CD, 2011

## Alben
- Kult- & Gartenpartyhits, 2005
- Kultig, ulkig - Iris Lentjes, 2007
- Meine Schönsten &...,   2014